# Mastostethus stali
Mastostethus stali is een keversoort uit de familie halstandhaantjes (Megalopodidae). De wetenschappelijke naam van de soort werd in 1861 gepubliceerd door Joseph Sugar Baly.